# 22e étape du Tour de France 1974
La 22e étape du Tour de France 1974 a eu lieu le 21 juillet 1974 entre Orléans et Paris, en France, sur une distance de 146 km. Elle a été remportée par le Belge Eddy Merckx qui conserve le maillot jaune et remporte son cinquième Tour de France.

## Classement de l'étape
| \| Classement de l'étape \| Classement de l'étape \| Classement de l'étape \| Classement de l'étape \| Classement de l'étape \| \| Coureur \| Coureur \| Pays \| Équipe \| Temps \| \| --------------------- \| ---------------------- \| --------------------- \| --------------------- \| --------------------- \| \| 1er \| Eddy Merckx \| Belgique \| Molteni \| 2 h 49 min 29 s \| \| 2e \| Gustaaf Van Roosbroeck \| Belgique \| MIC-Ludo-de Gribaldy \| + 0 s \| \| 3e \| Patrick Sercu \| Belgique \| Brooklyn \| + 0 s \| |                        |          |                      |                 |
| |                        |          |                      |                 |
| Sources : ProCyclingStats Cycling Archives |                        |          |                      |                 |
| Classement de l'étape |                        |          |                      |                 |
| Coureur | Coureur                | Pays     | Équipe               | Temps           |
| 1er | Eddy Merckx            | Belgique | Molteni              | 2 h 49 min 29 s |
| 2e | Gustaaf Van Roosbroeck | Belgique | MIC-Ludo-de Gribaldy | + 0 s           |
| 3e | Patrick Sercu          | Belgique | Brooklyn             | + 0 s           |

## Classements à l'issue de l'étape

### Classement général
| \| Classement général \| Classement général \| Classement général \| Classement général \| Classement général \| \| Coureur \| Coureur \| Pays \| Équipe \| Temps \| \| ------------------ \| ------------------------ \| ------------------ \| ------------------------------ \| ------------------ \| \| 1er \| Eddy Merckx \| Belgique \| Molteni \| 116 h 16 min 58 s \| \| 2e \| Raymond Poulidor \| France \| Gan-Mercier-Hutchinson \| + 8 min 04 s \| \| 3e \| Vicente López Carril \| Espagne \| Kas-Kaskol \| + 8 min 09 s \| \| 4e \| Wladimiro Panizza \| Italie \| Brooklyn \| + 10 min 59 s \| \| 5e \| Gonzalo Aja \| Espagne \| Kas-Kaskol \| + 11 min 24 s \| \| 6e \| Joaquim Agostinho \| Portugal \| BiC \| + 14 min 24 s \| \| 7e \| Michel Pollentier \| Belgique \| Carpenter-Confortluxe-Flandria \| + 16 min 34 s \| \| 8e \| Mariano Martinez \| France \| Sonolor-Gitane \| + 18 min 33 s \| \| 9e \| Alain Santy \| France \| Gan-Mercier-Hutchinson \| + 19 min 55 s \| \| 10e \| Herman Vanspringel \| Belgique \| MIC-Ludo-de Gribaldy \| + 24 min 11 s \| \| 11e \| Roger Pingeon \| France \| Jobo-Lejeune \| + 26 min 50 s \| \| 12e \| Raymond Delisle \| France \| Peugeot-BP-Michelin \| + 28 min 59 s \| \| 13e \| Jean-Pierre Danguillaume \| France \| Peugeot-BP-Michelin \| + 29 min 43 s \| \| 14e \| Juan Zurano \| Espagne \| La Casera-Peña Bahamontes \| + 30 min 20 s \| \| 15e \| André Romero \| France \| Jobo-Lejeune \| + 31 min 35 s \| \| 16e \| Michel Périn \| France \| Gan-Mercier-Hutchinson \| + 31 min 57 s \| \| 17e \| Miguel María Lasa \| Espagne \| Kas-Kaskol \| + 32 min 55 s \| \| 18e \| Lucien Van Impe \| Belgique \| Sonolor-Gitane \| + 37 min 35 s \| \| 19e \| Andrés Oliva \| Espagne \| La Casera-Peña Bahamontes \| + 37 min 48 s \| \| 20e \| Bernard Labourdette \| France \| BiC \| + 38 min 02 s \| \| 21e \| Joseph Bruyère \| Belgique \| Molteni \| + 41 min 31 s \| \| 22e \| Edward Janssens \| Belgique \| Molteni \| + 44 min 30 s \| \| 23e \| Fausto Bertoglio \| Italie \| Brooklyn \| + 45 min 43 s \| \| 24e \| Willy Van Neste \| Belgique \| Sonolor-Gitane \| + 46 min 50 s \| \| 25e \| Ronald De Witte \| Belgique \| Carpenter-Confortluxe-Flandria \| + 47 min 10 s \| |                          |          |                                |                   |
| |                          |          |                                |                   |
| Sources : ProCyclingStats Cycling Archives |                          |          |                                |                   |
| Classement général |                          |          |                                |                   |
| Coureur | Coureur                  | Pays     | Équipe                         | Temps             |
| 1er | Eddy Merckx              | Belgique | Molteni                        | 116 h 16 min 58 s |
| 2e | Raymond Poulidor         | France   | Gan-Mercier-Hutchinson         | + 8 min 04 s      |
| 3e | Vicente López Carril     | Espagne  | Kas-Kaskol                     | + 8 min 09 s      |
| 4e | Wladimiro Panizza        | Italie   | Brooklyn                       | + 10 min 59 s     |
| 5e | Gonzalo Aja              | Espagne  | Kas-Kaskol                     | + 11 min 24 s     |
| 6e | Joaquim Agostinho        | Portugal | BiC                            | + 14 min 24 s     |
| 7e | Michel Pollentier        | Belgique | Carpenter-Confortluxe-Flandria | + 16 min 34 s     |
| 8e | Mariano Martinez         | France   | Sonolor-Gitane                 | + 18 min 33 s     |
| 9e | Alain Santy              | France   | Gan-Mercier-Hutchinson         | + 19 min 55 s     |
| 10e | Herman Vanspringel       | Belgique | MIC-Ludo-de Gribaldy           | + 24 min 11 s     |
| 11e | Roger Pingeon            | France   | Jobo-Lejeune                   | + 26 min 50 s     |
| 12e | Raymond Delisle          | France   | Peugeot-BP-Michelin            | + 28 min 59 s     |
| 13e | Jean-Pierre Danguillaume | France   | Peugeot-BP-Michelin            | + 29 min 43 s     |
| 14e | Juan Zurano              | Espagne  | La Casera-Peña Bahamontes      | + 30 min 20 s     |
| 15e | André Romero             | France   | Jobo-Lejeune                   | + 31 min 35 s     |
| 16e | Michel Périn             | France   | Gan-Mercier-Hutchinson         | + 31 min 57 s     |
| 17e | Miguel María Lasa        | Espagne  | Kas-Kaskol                     | + 32 min 55 s     |
| 18e | Lucien Van Impe          | Belgique | Sonolor-Gitane                 | + 37 min 35 s     |
| 19e | Andrés Oliva             | Espagne  | La Casera-Peña Bahamontes      | + 37 min 48 s     |
| 20e | Bernard Labourdette      | France   | BiC                            | + 38 min 02 s     |
| 21e | Joseph Bruyère           | Belgique | Molteni                        | + 41 min 31 s     |
| 22e | Edward Janssens          | Belgique | Molteni                        | + 44 min 30 s     |
| 23e | Fausto Bertoglio         | Italie   | Brooklyn                       | + 45 min 43 s     |
| 24e | Willy Van Neste          | Belgique | Sonolor-Gitane                 | + 46 min 50 s     |
| 25e | Ronald De Witte          | Belgique | Carpenter-Confortluxe-Flandria | + 47 min 10 s     |